# Amélie Florimond de Norville
Amélie Florimond de Norville (11. ledna 1753, Paříž – 27. září 1790, Paříž) byla nemanželskou dcerou francouzského krále Ludvíka XV. a jeho milenky Jeanne Perray.

## Život
Narodila se v Paříži dne 11. ledna 1753. Den po svém narození byla pokřtěna v pařížském kostele svatého Eustacha. V křestním listu byl jako otec uveden Louis Florimond de Norville. O tomto muži však neexistují žádné zmínky a pravděpodobně nikdy neexistoval. 
Dne 12. ledna 1772 byla Amélii přiznána penze 2000 livrů.
Prvního červnového dne roku 1780 se provdala za kapitána jezdeckého pluku Jacquese Pancrace Ange de Faur (1739–1824), kterému porodila syna a dceru. Na základě jejího sňatku jí bylo vyplaceno dalších 3000 livrů. Zemřela 27. září 1790 v rodné Paříži ve věku sedmatřiceti let. Po jejím skonu bylo jejím potomkům přiznáno dalších 30 000 livrů.